# Astragalus cuneifolius
Astragalus cuneifolius es una especie de planta del género Astragalus, de la familia de las leguminosas, orden Fabales.

## Distribución
Astragalus cuneifolius se distribuye por Afganistán (Bamyan, Ghazni y Wardak).

## Taxonomía
Fue descrita científicamente por Bunge. Fue publicada en Mém. Acad. Imp. Sci. Saint Pétersbourg, Sér. 7, 11(16): 44 (1868).